# Güstrow
Güstrow je město v Německu. Leží v zemském okrese Rostock ve spolkové zemi Meklenbursko-Přední Pomořansko a žije v něm přibližně 30 tisíc obyvatel. Má přezdívku Malá Paříž.
Městem protéká řeka Nebel a na jeho území se nacházejí jezera Inselsee a Parumer See. Plavební kanál spojuje Güstrow s Bützowem.
Polabští Slované místo nazývali Guščerov, což pochází z výrazu „guščera“ (ještěrka). První písemná zpráva o Güstrowu pochází z roku 1228. V letech 1621 až 1695 byl hlavním městem vévodství Mecklenburg-Güstrow. Nachází se zde renesanční vévodský zámek a  katedrála Dom St. Maria, St. Johannes Evangelista und St. Cäcilia ze třináctého století. Katedrální škola patří k nejstarším v Německu, od roku 1947 se nazývá Gymnázium Johna Brinckmana.
V roce 1991 zde vznikla vysoká policejní škola. V Güstrowu sídlí továrna na zemědělské stroje, založená v roce 1899. Nedaleko města se nachází největší bioplynová stanice na světě BioEnergie Park Güstrow.
Přes Güstrow vede Evropská cesta cihlové gotiky. Tvořil zde sochař Ernst Barlach a na jeho počest užívá město přídomek Barlachstadt. Pro místní katedrálu vytvořil Barlach v roce 1927 sochu Schwebender Engel, která byla za nacistického režimu zničena. V Güstrowě žil také spisovatel Uwe Johnson, po němž je pojmenována městská knihovna.